# Fe en la justicia
Fe en la justicia (título original: Judgment) es un telefilme estadounidense de 1990 dirigido por Tom Topor y protagonizado por Keith Carradine. Esta película está basada en un hecho real que ocurrió en Luisiana y que llevó allí al encarcelamiento del reverendo Gilbert Gauthe en 1984.

## Argumento
Es el año 1982. La familia Guitry es una familia católica feliz y devota, con tres hijos pequeños, viven en Luisiana, Estados Unidos. Allí tienen estrechas relaciones con la diócesis de Lafayette. En esa diócesis el cura Frank Aubrey se ocupa de los niños, también de su hijo Robbie que quiere ser un monaguillo y a quien el padre Aubrey tiene la responsabilidad de formar, como tal. 
Un día Emmeline Guitry, la madre de Robbie, nota que su hijo se comporta de forma extraña. También su padre Pete lo nota más tarde. Finalmente la familia descubre que el padre ha abusado sexualmente de su hijo. Asimismo, descubre que no ha sido el único que fue víctima del padre, lo que destruye la paz de la familia, que está ahora entre la lealtad hacia su iglesia y hacia su hijo. Emmeline decide entonces denunciarlo ante su superior Monseñor Beauvais, el cual transfiere bajo el beneplácito del obispo al padre pero no hace nada más e incluso encubre lo ocurrido e intenta manipular e intimidar a los miembros de la iglesia que saben al respecto,  con el beneplácito del obispo. 
Viéndose traicionado por la iglesia, contratan a un abogado. A esa acusación se juntan otras 8 familias. Para mantener su relación con la empresa de seguros que no aceptaría asegurar a la iglesia con un potencial escándalo así ellos buscan ahora comprar a las familias para que no hablen, ofreciéndoles pagar la terapia para los niños y 40.000 dólares a cada uno, en compensación, pero ninguna garantía de que el padre no volverá a la iglesia de la comunidad. Las demás familias ceden al compromiso por problemas financieros mientras que la familia decide enfrentarse a la iglesia, ya que ven como su hijo se levanta regularmente por la noche por temor a que el cura pueda volver.
Entonces ellos contratan a un abogado especializado en casos sin compromisos, por lo que la familia se vuelve mal vista. En sus pesquisas el abogado descubre que la iglesia ha estado encubriendo al cura desde hace 10 años y hace, después del descubrimiento a la iglesia el ultimátum de obligar al cura a rendirse a las autoridades y pagar a la familia 750.000 dólares de compensación por lo ocurrido. El cura, irremediablamente pedófilo, no cede al ultimátum a pesar de la nueva situación y de las presiones de la iglesia al respecto mientras que Robbie continúa estando traumatizado por lo ocurrido.
Finalmente Robbie puede conectar otra vez con su familia cuando se acerca el juicio público durante una noche, en la que finalmente pueden hablar con el corazón al respecto. Eso cura las heridas parcialmente y le da la fuerza a Robbie para poder finalmente hablar abiertamente sobre lo ocurrido en el juicio con él y toda la familia en paz al respecto. Frank Aubert es condenado a 20 años de cárcel y la iglesia tiene que pagar a la familia 1,25 millones de dólares mientras que los seguros retiran el apoyo a la iglesia al respecto.

## Reparto
- Keith Carradine - Pete Guitry
- Blythe Danner - Emmeline Guitry
- Jack Warden - Claude Fortier
- David Strathairn - Cura Frank Aubert
- Michael Faustino - Robbie Guitry
- Bob Gunton - Monseñor Beauvais
- Mitchell Ryan - Dave Davis
- Robert Joy - Sr. Hummel